# Maria da Encarnação Horta Veiga
Maria da Encarnação Horta Veiga (Lagos, 23 de Dezembro de 1890 - 10 de Abril de 1971) foi uma professora portuguesa.

## Biografia
Nasceu na Freguesia de São Sebastião, no concelho de Lagos, em 23 de Dezembro de 1890, filha de Camila Augusta Ribeiro e Lopo da Encarnação Horta.
Após concluir os estudos secundários, formou-se no Magistério Primário de Faro.
Iniciou a sua carreira como professora em Ferragudo, tendo posteriormente transitado para Lagos, onde leccionou durante mais de cinquenta anos.
Faleceu em 10 de Abril de 1890. Estava casada, desde 1912, com o capitão José Nobre da Veiga, tendo sido pais de José da Horta Veiga, Maria Emília Horta Nobre da Veiga, e Maria Natália Horta Nobre da Veiga Miranda.

## Prémios e homenagens
Quando completou os 50 anos de serviço, recebeu a Medalha de Bons Serviços em Lisboa. Em 7 de Fevereiro de 2007, o seu nome foi colocado numa rua da Freguesia de São Sebastião.